# سباق الطريق لأقل من 23 سنة للسيدات - بطولة أوروبا للدراجات 2017
سباق الطريق لأقل من 23 سنة للسيدات - بطولة أوروبا للدراجات 2017 (بالفرنسية: Course en ligne féminine espoir aux championnats d'Europe de cyclisme sur route 2017)‏ هو سباق دراجات هوائية، وهو الموسم رقم 23 من السباق، وأقيم في 4 أغسطس 2017، وامتدّ لمسافة 100.5 كيلومتر، وهو أحد سباقات بطولة أوروبا للدراجات 2017، وهو من نوع سباق الدراجات، وقد شارك في السباق 85 متسابقاً ووصل إلى نهايته 79 متسابقاً.
فاز فيه بالمركز الأول بيرنيل ماثيسين، وبالمركز الثاني سوزان أندرسن، وبالمركز الثالث أليس بارنز.

## التصنيف العام النهائي
| \| التصنيف العام \| التصنيف العام \| التصنيف العام \| التصنيف العام \| التصنيف العام \| \| المتسابقة \| المتسابقة \| الفريق \| الوقت \| \| \| ------------- \| ----------------------------- \| ----------------------------------------------------- \| ------------- \| ------------- \| \| 1 \| بيرنيل ماثيسين \| فريق الدنمارك لركوب الدراجات للسيدات 2017 [لغات أخرى]‏ \| 2 س 32 د 50 ث \| \| \| 2 \| سوزان أندرسن \| فريق النرويج لركوب الدراجات للسيدات 2017 [لغات أخرى]‏ \| + 7 ث \| \| \| 3 \| Alice Barnes \| بريطانيا \| + 7 ث \| \| \| 4 \| Rachele Barbieri [الإنجليزية]‏ \| فريق إيطاليا لركوب الدراجات للسيدات 2017‏ \| + 7 ث \| \| \| 5 \| ليزا كلاين \| فريق ألمانيا لركوب الدراجات للسيدات 2017‏ \| + 7 ث \| \| \| 6 \| جولييت لابوس \| فريق فرنسا لركوب الدراجات للسيدات 2017 [لغات أخرى]‏ \| + 7 ث \| \| \| 7 \| أليسيا غونزاليس بلانكو \| فريق إسبانيا لركوب الدراجات للسيدات 2017 [لغات أخرى]‏ \| + 7 ث \| \| \| 8 \| Marta Lach [الإنجليزية]‏ \| فريق بولندا لركوب الدراجات للسيدات 2017‏ \| + 7 ث \| \| \| 9 \| فلورتجي ماكايج \| فريق هولندا لركوب الدراجات للسيدات 2017 [لغات أخرى]‏ \| + 7 ث \| \| \| 10 \| Frida Knutsson‏ \| فريق السويد لركوب الدراجات للسيدات 2017‏ \| + 7 ث \| \| |                        |                                            |               |  |
| |                        |                                            |               |  |
| مصدر: ProCyclingStats |                        |                                            |               |  |
| التصنيف العام |                        |                                            |               |  |
| المتسابقة | المتسابقة              | الفريق                                     | الوقت         |  |
| 1 | بيرنيل ماثيسين         | فريق الدنمارك لركوب الدراجات للسيدات 2017 ‏ | 2 س 32 د 50 ث |  |
| 2 | سوزان أندرسن           | فريق النرويج لركوب الدراجات للسيدات 2017 ‏  | + 7 ث         |  |
| 3 | Alice Barnes           | بريطانيا                                   | + 7 ث         |  |
| 4 | Rachele Barbieri ‏      | فريق إيطاليا لركوب الدراجات للسيدات 2017‏   | + 7 ث         |  |
| 5 | ليزا كلاين             | فريق ألمانيا لركوب الدراجات للسيدات 2017‏   | + 7 ث         |  |
| 6 | جولييت لابوس           | فريق فرنسا لركوب الدراجات للسيدات 2017 ‏    | + 7 ث         |  |
| 7 | أليسيا غونزاليس بلانكو | فريق إسبانيا لركوب الدراجات للسيدات 2017 ‏  | + 7 ث         |  |
| 8 | Marta Lach ‏            | فريق بولندا لركوب الدراجات للسيدات 2017‏    | + 7 ث         |  |
| 9 | فلورتجي ماكايج         | فريق هولندا لركوب الدراجات للسيدات 2017 ‏   | + 7 ث         |  |
| 10 | Frida Knutsson‏         | فريق السويد لركوب الدراجات للسيدات 2017‏    | + 7 ث         |  |

## وصلات خارجية
- الموقع الرسمي
- لمحة عن سباق سباق الطريق لأقل من 23 سنة للسيدات - بطولة أوروبا للدراجات 2017 على موقع  ProCyclingStats   (برو  سايكلنج  ستاتس) - إحصاءات  محترفي  الدراجات.
- سباق الطريق لأقل من 23 سنة للسيدات - بطولة أوروبا للدراجات 2017 على موقع إحصائيات الدراجات الإحترافية (الإنجليزية)